# Пауэ, Бас
Бастиан Якоб (Бас) Пауэ (нидерл. Bastiaan Jacob "Bas" Paauwe; 4 октября 1911, Роттердам — 27 февраля 1989, там же) — нидерландский тренер и футболист, игравший на позиции полузащитника. На протяжении восемнадцати сезонов выступал за роттердамский «Фейеноорд». Трижды становился чемпионом страны и дважды выигрывал с клубом Кубок Нидерландов.
В составе национальной сборной Нидерландов провёл 31 матч и забил 1 гол.

## Ранние годы
Бастиан Якоб Пауэ родился 4 октября 1911 года в Роттердаме, в семье Адрианюса Пауэ и его жены Агье ван Холст. Он был четвёртым ребёнком в семье из семи детей. У него было три сестры и три брата.

## Клубная карьера
В возрасте восемнадцати лет Пауэ дебютировал в составе футбольного клуба «Фейеноорд». Его братья Яп, Ари и Ян также являлись игроками «Фейеноорда». Первую игру в чемпионате Нидерландов Бас провёл 29 декабря 1929 года против клуба «’т Гой». Встреча завершилась победой роттердамцев со счётом 4:0. Со временем он стал игроком основного состава и вместе с Пюк ван Хелом сформировал одну из сильнейших линий полузащиты. Бас был самым успешных из братьев Пауэ, он трижды выигрывал национальный чемпионат и дважды становился обладателем Кубка Нидерландов.

«Бас является артистичным футболистом с волшебными ногами, он игрок, который имеет весёлую и жизнерадостную жизнь. Поэтому невольно впадает в «пинанье», но на его живую, одухотворённую игру всегда приятно смотреть. Он один из лучших воспитанников знаменитой школы „Фейеноорда“».
Оригинальный текст (нид.)Bas is een voetbal-artiest, een goochelaar met z’n benen, een speler, die z’n blijmoedige levensvreugde in zijn spel weet te leggen. Die daardoor onwillekeurig tot “pingelen” vervalt, maar naar wiens vieve, pittige spel het altijd een genoegen is om te kijken. En die dus één van de beste leerlingen van de fameuze Feyenoord-school is gebleken.
— журналист Ад ван Эмменес, 1939 год
11 мая 1947 года, после матча «Аякс» — «Фейеноорд», Бас завершил свою карьеру и стал тренером.

## Выступления за сборную
В феврале 1931 года Бас был вызван в сборную Нидерландов вместе с братом Япом и Пюк ван Хелом. Команда готовилась к товарищескому матчу с бельгийцами, однако Бас получил травму и не смог принять участие в матче. Спустя больше года Бас всё же дебютировал за национальную команду, это произошло 8 мая 1932 года в товарищеском матче против сборной Ирландии.
В общей сложности Пауэ сыграл за сборную 31 матч и забил один гол. Трижды Бас выводил команду на поле в качестве капитана сборной.

## Статистика

### Матчи Пауэ за сборную Нидерландов
| Матчи Пауэ за сборную Нидерландов | Матчи Пауэ за сборную Нидерландов | Матчи Пауэ за сборную Нидерландов | Матчи Пауэ за сборную Нидерландов | Матчи Пауэ за сборную Нидерландов | Матчи Пауэ за сборную Нидерландов |
| --------------------------------- | --------------------------------- | --------------------------------- | --------------------------------- | --------------------------------- | --------------------------------- |
| №                                 | Дата                              | Соперник                          | Счёт                              | Голы Пауэ                         | Соревнование                      |
| 1                                 | 8 мая 1932                        | Ирландия                          | 0:2                               | —                                 | Товарищеский матч                 |
| 2                                 | 4 ноября 1934                     | Швейцария                         | 4:2                               | —                                 | Товарищеский матч                 |
| 3                                 | 17 февраля 1935                   | Германия                          | 2:3                               | —                                 | Товарищеский матч                 |
| 4                                 | 31 марта 1935                     | Бельгия                           | 4:2                               | —                                 | Товарищеский матч                 |
| 5                                 | 12 мая 1935                       | Бельгия                           | 2:0                               | —                                 | Товарищеский матч                 |
| 6                                 | 18 мая 1935                       | Англия                            | 0:1                               | —                                 | Товарищеский матч                 |
| 7                                 | 3 ноября 1935                     | Дания                             | 3:0                               | —                                 | Товарищеский матч                 |
| 8                                 | 8 декабря 1935                    | Ирландия                          | 5:3                               | —                                 | Товарищеский матч                 |
| 9                                 | 12 января 1936                    | Франция                           | 6:1                               | —                                 | Товарищеский матч                 |
| 10                                | 29 марта 1936                     | Бельгия                           | 8:0                               | —                                 | Товарищеский матч                 |
| 11                                | 3 мая 1936                        | Бельгия                           | 1:1                               | —                                 | Товарищеский матч                 |
| 12                                | 1 ноября 1936                     | Норвегия                          | 3:3                               | —                                 | Товарищеский матч                 |
| 13                                | 31 января 1937                    | Германия                          | 2:2                               | —                                 | Товарищеский матч                 |
| 14                                | 7 марта 1937                      | Швейцария                         | 2:1                               | —                                 | Товарищеский матч                 |
| 15                                | 4 апреля 1937                     | Бельгия                           | 1:2                               | —                                 | Товарищеский матч                 |
| 16                                | 2 мая 1937                        | Бельгия                           | 1:0                               | —                                 | Товарищеский матч                 |
| 17                                | 31 октября 1937                   | Франция                           | 2:3                               | —                                 | Товарищеский матч                 |
| 18                                | 28 ноября 1937                    | Люксембург                        | 4:0                               | —                                 | Чемпионат мира 1938 (отбор)       |
| 19                                | 27 февраля 1938                   | Бельгия                           | 7:2                               | —                                 | Товарищеский матч                 |
| 20                                | 3 апреля 1938                     | Бельгия                           | 1:1                               | —                                 | Чемпионат мира 1938 (отбор)       |
| 21                                | 21 мая 1938                       | Шотландия                         | 1:3                               | —                                 | Товарищеский матч                 |
| 22                                | 5 июня 1938                       | Чехословакия                      | 0:3                               | —                                 | Чемпионат мира 1938               |
| 23                                | 23 октября 1938                   | Дания                             | 2:2                               | —                                 | Товарищеский матч                 |
| 24                                | 23 апреля 1939                    | Бельгия                           | 3:2                               | —                                 | Товарищеский матч                 |
| 25                                | 7 мая 1939                        | Швейцария                         | 1:2                               | —                                 | Товарищеский матч                 |
| 26                                | 17 марта 1940                     | Бельгия                           | 1:7                               | —                                 | Товарищеский матч                 |
| 27                                | 31 марта 1940                     | Люксембург                        | 4:5                               | 1                                 | Товарищеский матч                 |
| 28                                | 21 апреля 1940                    | Бельгия                           | 4:2                               | —                                 | Товарищеский матч                 |
| 29                                | 12 мая 1946                       | Бельгия                           | 6:3                               | —                                 | Товарищеский матч                 |
| 30                                | 30 мая 1946                       | Бельгия                           | 2:2                               | —                                 | Товарищеский матч                 |
| 31                                | 27 ноября 1946                    | Англия                            | 2:8                               | —                                 | Товарищеский матч                 |

Итого: 31 матч / 1 гол; 14 побед, 6 ничьих, 11 поражений.

## Достижения
- Чемпион Нидерландов (3): 1935/36, 1937/38, 1939/40
- Обладатель Кубка Нидерландов (2): 1929/30, 1934/35

## Личная жизнь
Пауэ работал электриком в компании Holland America Line. Позже он стал руководителем в одном из кафе на улице Хиллелан в Роттердаме. После того, как он заметил что это прибыльное дело, Бас открыл собственное кафе под названием «De Ster». Позже в городе Амерсфорт он открыл кафе «De Zilveren Bal».
Бас женился в возрасте двадцати четырёх лет. Его избранницей стала 23-летняя Агата ван Дейк, уроженка Роттердама. Их брак был зарегистрирован 16 октября 1935 года в Роттердаме. Первенец в их семье Бастиан Якоб младший пошёл по стопам отца и стал футболистом и позже был тренером. Своего второго сына Пауэ назвал в честь тренера Ришарда Домби.
Пауэ умер в феврале 1989 года, в возрасте 77 лет. Через несколько дней он был кремирован.
В 1997 году одна из улиц в Роттердаме была названа в честь Баса Пауэ — Bas Paauwestraat. На стадионе «Де Кёйп» один из банкетных залов также был назван в его честь.